# ورميشان
ورميشان هي قرية في مقاطعة بيرانشهر، إيران. يقدر عدد سكانها بـ 57 نسمة بحسب إحصاء 2016.